# クラッシュ・コースター
クラッシュ・コースター (Crush's Coaster) はウォルト・ディズニー・スタジオ・パークにあるアトラクション。

## このアトラクションが存在するパーク
- ウォルト・ディズニー・スタジオ・パーク（ディズニーランド・パリ）

## 概要
クラッシュ・コースター(Crush's Coaster)は、映画「ファインディング・ニモ」をモチーフにしたコースタータイプのアトラクション。ゲストは、海ガメの甲羅の形をした4人乗りのライドに乗り、海中を模した空間内のレールを高速で進む。映画「ファインディング・ニモ」の中で、主人公ニモが、海ガメの”クラッシュ”たちと速い海流に乗って旅するシーンを主なモチーフとしている。水中にいる感覚をリアルに出すため、映像投影等に関して新技術が駆使されている。コースターとしてはコースもシビアでライド自体も微妙に回転するためスリル感は高い。コースの大半は屋内だが、一部屋外に出る箇所がある。

## 各施設紹介

### ウォルト・ディズニー・スタジオ・パーク
| クラッシュ・コースター Crush's Coaster | クラッシュ・コースター Crush's Coaster | クラッシュ・コースター Crush's Coaster | クラッシュ・コースター Crush's Coaster |
| -------------------------------------- | -------------------------------------- | -------------------------------------- | -------------------------------------- |
| オープン日                             | オープン日                             | 2007年6月9日                           | 2007年6月9日                           |
| スポンサー                             | スポンサー                             | なし                                   | なし                                   |
| 所要時間                               | 所要時間                               | 約2分20秒                              | 約2分20秒                              |
| 定員                                   | 定員                                   | 4人/1台                                | 4人/1台                                |
| 利用制限                               |                                        | なし                                   | なし                                   |
| ファストパス                           | ファストパス                           |                                        | 対象外                                 |
| シングルライダー                       | シングルライダー                       |                                        | 対象外                                 |

オープン当初は故障がしばしば発生した上に、ファストパスが導入されていなかったため、平日でも3時間待ちといった状況だった。2008年夏、試験的にファストパスが導入されたが、ライドの定員が少なく回転が悪いなどの事情により、現在はスタンバイのみとなっている。
他のディズニーパークで導入の計画は発表されていない。